# 玉ノ海梅吉
玉ノ海 梅吉（たまのうみ うめきち、1912年11月30日 - 1988年10月23日）は、長崎県東彼杵郡（現：長崎県大村市）出身で二所ノ関部屋に所属した大相撲力士。本名は蔭平 梅吉（かげひら うめきち）。最高位は東関脇。

## 来歴

### 玉錦に見出されて入門
当初から近眼だったため、家業である真珠の養殖作業を継ぐことが出来ず、既に立派な体格をしていたことから宮相撲で活躍し、力士を志すようになる。1930年に同郷の肥州山栄を頼って上京したものの、既に巡業へ出発した後だったために入門は叶わなかったが、偶然そばを通りかかった玉錦三右エ門から見出され、二所ノ関部屋へ入門した。四股名は故郷・長崎県の名産である真珠をイメージして「海ノ玉」または「玉ノ海」で迷ったが、後者を選択したと後年になって語った。
筋肉質の体格で足腰が強く、右腕の怪力も有名で、腕を伸ばしたまま大人を提げたり、宴席では右の拳に小柄な芸者を載せて持ち上げたほどだったという。右で前褌を取ってから左で相手の右手首を掴んだ上で立ち腰で出ようと試み、土俵際で残されたなら右から捻る力任せかつ強引な取り口で、1935年1月場所で新入幕を果たした。

### 玉錦の死 - 親方業との二足の草鞋
玉ノ海の取り口は、「右を差したら鬼」と言われ、右を入れての寄り、下手投げに素晴らしい強さを見せ、大関級と言われながら1937年5月場所で小結、1938年1月場所では関脇へ昇進したが最大の武器である右腕を負傷したことで取組を棄権、これによって負け越しとなり、平幕へ陥落した。それでも同年5月場所は武藏山武・男女ノ川登三を敗って金星を奪うなど右腕の怪力ぶりは順調に回復し、再び三役昇進を果たそうと日々稽古を行っていた。
ところが、同年12月4日に年寄・二所ノ関を二枚鑑札で襲名していた玉錦が急性盲腸炎で現役死亡したため、急遽、年寄・二所ノ関を二枚鑑札で継承した。これ以降、玉ノ海は現役力士と親方業の兼務に多忙を極めることとなるが、1939年1月場所9日目には同場所4日目に連勝が69で止まったばかりの双葉山定次に勝利し、玉錦の霊前に報告したことが話題となった。この取組は、飛び込んで右を差すと怪力と呼ばれた右下手から掬い投げ、出し投げを打ち、体勢の崩れる双葉山をより詰め、最後は左前ミツを取って突きつけるように寄り切った、という流れであった。これが玉ノ海の双葉山戦初勝利であった。
この頃の取り組みは変則的な部屋別総当たり制が採られており、大部屋の力士は同門はもちろん傍系部屋の力士とも対戦せずに済んでいたところ、小部屋の玉ノ海は大部屋の強豪力士と次々と対戦せざるを得ない不利な状況に置かれていた。こうした事態を重く見た相撲協会は1940年春場所より東西制を復活させることとし、玉ノ海の負担は幾分和らいだ。
1941年1月場所は前頭6枚目で11勝4敗、同年5月場所は小結に昇進して13勝2敗（史上初となる小結力士の13勝）、1942年1月場所では関脇に返り咲いて10勝5敗の好成績を収めたことで大関への昇進が目前だったが、親方業との兼務による疲労から感冒に感染してしまい昇進は果たせなかった。以前から「実力は大関」と周囲から認められていたが、玉錦の急逝によって部屋を引き継がなければならない立場だったことで多忙を極め、その不運で昇進できなかったことから「玉錦が生きていれば（玉錦の稽古によって）間違いなく（大関に）なっていた」と言われていた。
1944年に力の限界を悟り、親方稼業一本で行こうと、協会に引退を申し出たが、人気力士だけになかなかやめさせてもらえず、番付に名を留めておくことを要求され、1944年から1945年までは休場扱いだった。
1945年11月場所を最後に現役を引退し、親方専任として後進の指導に当たった。協会員としては時津風の良き相談役として活躍し、理事まで務めた。二所ノ関部屋師匠在任中、大ノ海、力道山、琴錦などの関取を育てた。しかし、第二次世界大戦が激化していた1943年後半から当時の部屋経営の生命線となる一門別巡業がままならず、100人近くの弟子を抱える二所ノ関部屋は食糧事情の悪化に苦しんでいた。そんな時、当時の兵庫県知事が「午前中は勤労奉仕、午後は慰問相撲を行えば衣食住の面倒を見る」と持ちかけたため、玉ノ海は兵庫県の尼崎市を部屋の本拠地にする決心をした。部屋を旅館としても運営する、力士達に副業を提案するなど経営に尽力していた。幕内まで昇進した者には内弟子を採用して分家独立することを奨励するなど育成面でも画期的な方針を打ち出した。西宮市で二所ノ関部屋単独の勤労奉仕を行っていたところ、捕虜を徴用したとして戦後直後に戦犯容疑で逮捕された。すぐに釈放されたものの、玉ノ海としてはどういう理由で戦犯容疑にかけられたのかがよくわからず、騒動に際して日本相撲協会からは説明を求められても何も答えられなかった。この時の協会の対応に冷遇を感じたことや、6代出羽海との軋轢を理由に部屋を佐賀ノ花勝巳に譲り、1951年に廃業した。

### 辛口解説者へ
廃業後は戦争によって部屋を再建するまでの間、兵庫県の武庫川で妻が経営する洋裁学校の校長を務めていたが、日本放送協会の大相撲解説者に転身することが決定した。解説者としての名は「玉の海梅吉」とした。玉ノ海は解説者の仕事が決まった時、一度相撲の社会から離れて戻りにくく、性格的にも解説者に向かないと感じていた。だが、久しぶりに国技館に入ろうとすると双葉山と出会うなり右四つがっぷりになり、この無言の歓迎に支えられて再び相撲界と接することにした。現役時代に四股名が掲載された番付では、梅の字は木と毎を横ではなく縦に並べて書かれていたが、解説者としての名では通常の「梅」を用いた。独特の塩辛い声で各力士へ批評を繰り広げるが、その一方でユーモアあふれるコメントはお茶の間の相撲ファンに親しまれた。

### 晩年
玉ノ海は解説者として様々な批評と名台詞で人気を博したが、70歳を迎えた際に「相撲を忘れてのんびり暮らしたい。」として1982年11月場所を最後に解説者を勇退した。同年の大晦日に行われた第33回NHK紅白歌合戦では、審査員を務めるなど解説者を勇退後もテレビで健在ぶりを見せていた。その後は尼崎市で悠々自適の日々を過ごしていたが、1988年10月23日に心不全のため兵庫医科大学病院で死去した。75歳没。この日は、奇しくも玉ノ海が晩年を過ごした兵庫県で生まれた元横綱の朝潮太郎も没している。

## 人物
- 協会在籍時代は愛想が悪いことで知られ、後援者に対し上手く立ち回れなかったという。ある時部屋後援者が酌を求めても応じなかったことで失礼だと言われた際には「私は男芸者じゃない」と言って席を立ったところお膳を倒してしまい、続く言葉に窮して「失礼!」と一言残して去っていったという。だが当の後援者に却って男気を認められてその後も玉ノ海は懇意にされたと伝わっている[要出典]。
  - そんな玉ノ海は二所ノ関部屋を継ぐと、戦中戦後の混乱にも合わせた形で上述の経営改革を打ち出したが、周囲に何の相談も行わずいきなり断行したこともあって「土俵に専念するべきだ」「部屋の維持費を得るには後援会の力を借りるべきだ」と力士達の反対にあった。玉ノ海がこうした経営改革を行ったのは部屋付きの親方が部屋持ちの親方の足元にひざまづき、靴の紐を結んでいる光景を見たからだという。部屋の師匠でもない限り有力者に取り入らなければ相撲界に身を置くことができない状況を打開するために、玉ノ海は後援者に依存しない財源作りや弟子を強くすることで部屋や親方を支える方針を打ちたてたのであった[9]。
- 師匠であった玉錦に関しては、弟子の中でも特に間近で私生活を見てきた身として人間性に反感を抱いており、「富士山は遠くから見るときれいだが実際は石ころがゴロゴロしていて見られたもんじゃない。神風は遠くから見ているだけだったが、ワシゃ登ったんだ」とその様子を表現していた[11]。終世神風とは親交があったが神風が玉錦に心酔していることには理解を示すことができなかったという。
  - 玉錦が死去したことで部屋を継承した玉ノ海は、最初の仕事として山口登など玉錦が懇意にしていた暴力団関係者との関係を絶つことを敢行した。自身の結婚式には暴力団関係者を一切呼ばず、このことで巡業先に暴力団員が大挙したが「あんたらを呼んだら、日本中の人間を呼ばなきゃなりませんでなぁ。」と言って追い返したという。この事実は能見正比古が評論・解説で明かしていた。

## エピソード

### 双葉山との仲
- 1939年1月場所9日目の対双葉山戦で勝利すると、師匠で前年急死した玉錦の霊前に報告した。この翌日は奇しくも玉錦の四十九日で、玉ノ海が霊前に報告する様子が写真に撮影され、翌日の朝刊に掲載された。玉ノ海曰く「玉錦の夢を見たが、最後に玉錦を押し出した形がこの日双葉山に勝ったのと同じ形だった」という[12]。年月が過ぎれば過ぎるほどその勝ち星が信じられず、双葉山本人に聞いてみると「ワシ、お前に負けたことあったっけ?」と聞き返された。それで玉ノ海は自分が本当に双葉山に勝利したのだと確信したという。
- 双葉山とは初土俵、新入幕こそ玉ノ海の方が遅いものの、同い年で共に玉錦三右エ門から稽古を付けられた仲で親友だった。解説者を受諾した際に國技館で再会すると、どちらからともなく右四つに組んだ。玉ノ海はこれを「友情の右四つ」と呼んで後々まで大事にしていた。双葉山が理事長に就任して以降は、在外の視点で相撲制度の改革を進言し、部屋別総当たり制の導入などの実現に寄与した。また、大相撲における八百長相撲の概念を認める人物でもありその撲滅も進言[13][14]したが、これは双葉山の急死によって実現しなかった。死去する直前には『週刊ポスト』誌上で大相撲に八百長がいまだに存在すると主張していたため葬儀には神風と片男波（元関脇・玉ノ富士）を除いて角界関係者が一切参加しなかった。
- 双葉山が死去した時に思い出を書いた文章では、「角界からも一人位、国会議員を選出した方が良いのではないか。参議院議員に立候補しようかと思う」と相談したが、双葉山から「いや、お前は解説を続けるべきだ」と言われて思い留まったという。
- 1939年11日目、前頭17枚目で全勝を続ける出羽湊利吉にいわゆる「連勝止め男」として対戦が組まれるが、安藝ノ海節男が双葉山の連勝を止めたことに乗じて「天皇賜杯奪回」の悲願を果たしたい出羽海一門から、敗退行為を打診され、これを受けた。後年になってこの対戦を「生涯痛恨の一番」として明かしている[15]。出羽海の示した条件は翌場所の大関昇進だったが、千秋楽の後に支度を整えて待つも、ついに昇進伝達の使者は訪れなかった。玉ノ海の回想によれば、大関昇進を達成できなかったのは、その後になって同様の依頼は全て断り続けたためもあったという。また、この敗退行為を告白してからは「師匠の死去から2ヶ月もしない内に八百長をするとは、どういう神経をしているのだ」と、一部から批判された。

### 解説者として
- 入門した二所ノ関部屋では、玉錦が一代で角界名門の部屋にまで育て上げたことから玉ノ海も猛稽古を行って出世した。その経験談を元に様々なユーモアあるコメントをアナウンサーに対して語っている。
  - 自身が経験してきた厳しい稽古自体には「重い荷を背負って下りのエスカレーターを登るが如し」と語った。
  - 1963年9月場所千秋楽に行われた大鵬幸喜 - 柏戸剛の全勝決戦では「柏戸に勝たせたいねぇ」と呟いたが、それが通じたのか柏戸が勝利して全勝優勝を果たした。なお、直接の師弟関係はないものの、二所ノ関部屋の後輩にあたる大鵬に関しては、大鵬がどれだけ実績を残してもその相撲ぶりを批判し続けた。
  - 玉ノ海の力士の好みとしては速攻相撲の取り手が該当し、攻めの遅い力士には辛辣な解説を行う傾向が認められた。新入幕からしばらく平幕で足踏みしていた魁輝も酷評され続けたが、三役を掴んだ頃の速攻ぶりに対しては「いいね。魁輝晩成だね」と洒落を兼ねた賛辞を贈られた。
  - 柏戸剛 - 海乃山勇戦では横綱が下位力士と対戦する際の心境を問われ、「そりゃ嫌ですよ。負けて元々何するか判らない。キチガイと一緒ですからね…」と語った直後に、蹴手繰りで海乃山が勝利した。
  - 「貴ノ花の足腰にはもう一つの生命がある」と評し、押し相撲一本に徹した大受久晃のことを「土の匂いのする力士」と言った名台詞や、大内山平吉の大きな体格を見て「猫が靴の中に子供を産んでも誰も気がつかないんだから」など、ユーモアに富んだ台詞を残した。
- 大相撲中継の解説者としての功績で、放送功労賞を受賞した際の祝賀会で、時津風から「自分と同じ無口と思っていたのに、しゃべる仕事で表彰されるとは驚いた」との祝辞を贈られた。
- 玉乃島正夫が横綱に昇進して「玉の海正洋」と改名した際は、玉ノ海本人も自身の師匠である玉乃海太三郎も自分の名を継いだということもあって特に注目した。1962年に片男波部屋が独立する際の二所ノ関部屋のお家騒動では、先代・二所ノ関として呼ばれて騒動解決のために相談を受けたこともあった。玉の海の引退後は、協会に残らせずに自身の相撲解説者の職を譲るつもりであった[16]。

## 主な成績
- 通算成績：192勝121敗1分51休 勝率.613
- 幕内成績：141勝101敗1分51休 勝率.583
- 通算在位：37場所
- 幕内在位：23場所
- 三役在位：9場所
- 金星：3個（武藏山1個、男女ノ川1個、照國1個）
- 各段優勝
  - 幕下優勝：1回（1934年1月場所）
  - 序ノ口優勝：1回（1931年5月場所）

### 場所別成績
| 1930年 （昭和5年） | x                      | x                  | x                       | （前相撲）             |
| 1931年 （昭和6年） | （前相撲）             | （前相撲）         | 西序ノ口9枚目 優勝 6–0  | 西序ノ口9枚目 3–3      |
| 1932年 （昭和7年） | 西三段目35枚目 3–5     | 西三段目35枚目 1–3 | 東序二段25枚目 4–2      | 東序二段25枚目 5–1     |
| 1933年 （昭和8年） | 西三段目27枚目 5–1     | x                  | 東三段目筆頭 6–1        | x                      |
| 1934年 （昭和9年） | 西幕下12枚目 優勝 10–1 | x                  | 西十両6枚目 8–3         | x                      |
| 1935年 （昭和10年） | 東前頭16枚目 6–5       | x                  | 東前頭12枚目 4–7        | x                      |
| 1936年 （昭和11年） | 西前頭14枚目 7–4       | x                  | 西前頭7枚目 6–5         | x                      |
| 1937年 （昭和12年） | 東前頭3枚目 7–4        | x                  | 東小結 7–6              | x                      |
| 1938年 （昭和13年） | 東張出関脇 6–7         | x                  | 西前頭筆頭 8–5 ★        | x                      |
| 1939年 （昭和14年） | 西小結 7–5 1分         | x                  | 東小結 10–5             | x                      |
| 1940年 （昭和15年） | 東小結 9–6             | x                  | 東小結 1–8–6            | x                      |
| 1941年 （昭和16年） | 西前頭6枚目 11–4       | x                  | 西小結 13–2             | x                      |
| 1942年 （昭和17年） | 東関脇 10–5            | x                  | 東関脇 5–7–3            | x                      |
| 1943年 （昭和18年） | 西前頭2枚目 8–7        | x                  | 東前頭2枚目 休場 0–0–15 | x                      |
| 1944年 （昭和19年） | 西前頭11枚目 10–5 ★    | x                  | 東前頭5枚目 6–4         | 東前頭2枚目 0–0–10     |
| 1945年 （昭和20年） | x                      | x                  | 西前頭11枚目 0–0–7      | 西張出前頭 引退 0–0–10 |
| 各欄の数字は、「勝ち-負け-休場」を示す。 優勝 引退 休場 十両 幕下 三賞：敢=敢闘賞、殊=殊勲賞、技=技能賞 その他：★=金星 番付階級：幕内 - 十両 - 幕下 - 三段目 - 序二段 - 序ノ口 幕内序列：横綱 - 大関 - 関脇 - 小結 - 前頭（「#数字」は各位内の序列） |                        |                    |                         |                        |

### 幕内対戦成績
| 力士名   | 勝数 | 負数 | 力士名         | 勝数 | 負数 | 力士名   | 勝数 | 負数 | 力士名   | 勝数 | 負数 |
| -------- | ---- | ---- | -------------- | ---- | ---- | -------- | ---- | ---- | -------- | ---- | ---- |
| 安藝ノ海 | 2    | 6(1) | 旭川           | 2    | 1    | 綾川     | 1    | 0    | 綾昇     | 5(1) | 4    |
| 綾若     | 2    | 0    | 五ツ海         | 1    | 0    | 五ツ嶋   | 6(1) | 2    | 射水川   | 1    | 0    |
| 大潮     | 1    | 0    | 大ノ森         | 1    | 0    | 大八洲   | 2    | 1    | 笠置山   | 10   | 3    |
| 鹿嶋洋   | 5    | 5(1) | 金湊           | 0    | 1    | 九州山   | 6    | 4    | 清美川   | 1    | 1    |
| 小嶋川   | 1    | 0    | 駒ノ里         | 4    | 1    | 相模川   | 4    | 2    | 櫻錦     | 4    | 3    |
| 汐ノ海   | 0    | 1    | 四海波         | 1    | 1    | 清水川   | 1    | 0    | 鯱ノ里   | 1    | 0    |
| 新海     | 1    | 0    | 神東山         | 2    | 0    | 大邱山   | 6    | 2    | 太刀若   | 1    | 0    |
| 楯甲     | 3    | 1    | 筑波嶺         | 3    | 0    | 照國     | 2    | 1    | 出羽ヶ嶽 | 1    | 0    |
| 出羽湊   | 9    | 5    | 十三錦         | 2    | 1    | 巴潟     | 1    | 1    | 豊嶋     | 1    | 4    |
| 名寄岩   | 2    | 2    | 羽黒山         | 2    | 1※   | 盤石     | 2    | 3(1) | 肥州山   | 2    | 6    |
| 備州山   | 2    | 1    | 藤ノ里         | 0    | 1    | 二瀬川   | 1    | 0    | 双葉山   | 1    | 6    |
| 防長山   | 2    | 0    | 前田山         | 2    | 5    | 増位山   | 3    | 3    | 松ノ里   | 5    | 1    |
| 男女ノ川 | 4    | 4    | 武藏山         | 2    | 0    | 陸奥ノ里 | 1    | 2    | 八方山   | 2    | 0    |
| 大和錦   | 5    | 1    | 龍王山(竜王山) | 3    | 2    | 両国     | 2    | 2    | 和歌嶋   | 3    | 3    |
| 若瀬川   | 0    | 1    |                |      |      |          |      |      |          |      |      |

※他に羽黒山と引分が1つある。

## 参考資料
- 報知新聞（現・スポーツ報知）『切り捨てご免』本人の記述